# Godai
Le godai (五大, « cinq grands ») est l'ensemble traditionnel japonais des cinq éléments. Il est à opposer au gogyō (五行), ou wǔxíng (chinois : 五行 ; litt. « cinq lignes »), qui constituent l'ensemble traditionnel chinois.
Il est culturellement inspiré de la version bouddhiste du concept.

## Éléments
Les cinq éléments sont, par ordre croissant de puissance, 土 (Do, « terre »), 水 (Sui, « eau »),  火 (Ka, « feu »), 風 (Fû, « vent ») et 空 (Kû, « vide »). Ce dernier est parfois associé au ciel, à la foudre ou au paradis.
Ces éléments sont parfois symbolisés, dans l'ordre, par des volumes superposés qui ne sont pas sans rappeler les associations platoniciennes entre éléments et solides : un cube (la terre), une sphère (l'eau), un tétraèdre (le feu), un croissant ouvert (l'air) et une flamme (le vide).
Un sixième élément est parfois rajouté sous le nom de shiki (識, « conscience »).

## Le vide
Kū est l'équivalent du concept de sunyata. À l'origine, les poètes chinois utilisaient cet idéogramme pour désigner le ciel. La langue japonaise commune et la langue française ont pour habitude de l'associer à un espace vide, creux, c'est-à-dire au néant, et par conséquent au ciel dans son sens non religieux (en japonais, 空, sora, c'est une autre lecture de ce kanji, mais les deux lectures différentes n'ont pas du tout la même signification) car le ciel n'est autre qu'une forme d'espace vide, libre et inoccupé — mais ce n'est pas la signification de kû dans le bouddhisme. 
Voici un extrait de ce qu'en dit le Traité des Cinq Roues, de Miyamoto Musashi, au chapitre final intitulé « Vide » :

« En général, l'idée qu'on a sur le Vide est fausse. Quand on ne comprend pas quelque chose, on le considère comme “vide” de sens pour soi. Mais ce n'est pas le vrai “Vide”. Tout cela n'est qu'égarement […]. Dans le “Vide”, il y a le bien et non le mal. L'intelligence est “être”, les principes de la Tactique (avantages) sont “être”. Les voies sont “être”. Mais l'esprit est “Vide”. »

Et le Sūtra du Cœur, qui approfondit la description du Vide, dit également de lui que : 

« La forme est vide. La vacuité est la forme. La vacuité n'est pas autre que la forme et la forme n'est pas autre que la vacuité. De même, la sensation, l'identification, les facteurs composés et la conscience sont-ils vides. Les existences ont toutes l'aspect de kû, ni pures, ni souillées, elles n'augmentent pas et ne diminuent pas non plus […]. Dans kû n'existe pas de domaine des sens. »

Dans ses écrits, Yasutani Hakuun-rôshi explique également que kû et mu sont foncièrement similaires.

## Culture populaire
Dans le manga Naruto on retrouve, d'une certaine manière, le godai. Les ninjas ont recours à diverses techniques parmi lesquelles le ninjutsu. Il consiste à changer la nature du chakra du ninja en l’un des cinq éléments du godai.  Le feu permet l'utilisation de techniques katon, le vent du fūton, la foudre du raiton, la terre du doton et l'eau du suiton.